# 아롱디스망
아롱디스망(프랑스어: Arrondissement, 프랑스어: [aʁɔ̃dismɑ̃])은 프랑스어 단어로, 프랑스, 벨기에, 아이티 등 프랑스어권 국가와 네덜란드에서 각기 다른 급의 행정 구역에 붙이는 명칭이다.

## 프랑스
프랑스의 101개 데파르트망 (주)는 342개의 아롱디스망으로 나뉘며, 대한민국의 시와 군에 해당한다. 아롱디스망의 주도는 수프레펙튀르 (Sous-préfecture, 군청 소재지)라 부른다. 아롱디스망 내에 그 데파르트망의 주도가 있다면 주도와 군청의 역할을 동시에 갖는다. 아롱디스망은 나아가 캉통과 코뮌으로 더 세분화된다.

### 시급 아롱디스망
시급 아롱디스망(프랑스어: arrondissement municipal, [aʁɔ̃dismɑ̃ mynisipal])은 코뮌의 하위 구역으로 프랑스의 대도시인 파리, 리옹, 마르세유에 설치된 구역이다. 시 아롱디스망은 행정구역의 역할을 하며 대표를 뽑기 때문에, 대한민국의 구와 비슷한 위치에 있다고 할 수 있다. 부를 때는 그냥 간단히 '아롱디스망'이라고 하나, 도시급이 아닌 주에 해당되고 코뮌들을 관할하는 아롱디스망과는 다르다.

## 벨기에
벨기에는 세 지방으로 구성된 연방국으로, 그중에서 플랑드르와 왈롱 지방은 각각 다섯 개의 주로 나뉜다. 브뤼셀 수도 지역은 주도 아니고 주에 속하지도 않는다.
벨기에에서 적용되는 아롱디스망에는 일반적인 행정 아롱디스망 외에도 법정 행정구와 선거 행정구로도 분류된다. 이들은 지리적 특징에 따라 구획되기도 하고 그렇지 않기도 한다.
- 행정 아롱디스망은 총 43개가 있으며 지방자치체와 주 사이의 위치에 있는 행정구역이다.
- 법정 아롱디스망은 총 12개가 존재한다.
- 왈롱 의회에서는 왈롱 전역을 13개 선거 아롱디스망 (연합 아롱디스망)을 선거구로 삼고 있다.
  - 왈롱 의회 뿐만 아니라 2002년까지 벨기에 의회의 지역구도 선거 아롱디스망으로 이뤄졌었다. 지금은 주별 선거구와 브뤼셀 수도 선거구로 구성된다. 브뤼셀-할레-빌보르데와 뢰번 아롱디스망 선거구는 2012년까지 설치됐다.
  - 플랑드르 의회에서도 2004년까지는 선거 아롱디스망 체제를 썼지만 이후로는 주별 선거구로 대체하였다.

## 퀘벡
캐나다의 퀘벡주에서는 8개 도시가 각 아롱디스망으로 나뉜다. 퀘벡의 아롱디스망은 각 지방별로 하위 지방자치체들이 하나로 조직되어 공인된 독립체로, 자체 시장과 시의원이 있다. 영어로는 버러 (borough)라고 부른다.

## 아이티
아이티의 10개 데파르트망은 42개 아롱디스망으로 분할된다. 프랑스에서의 아롱디스망과 가장 비슷한 위치라고 할 수 있다.

## 스위스
2010년부터 베른 칸톤의 행정구역에 각 지구가 신설되었는데 이를 프랑스어로 행정 아롱디스망 (arrondissements administratifs)이라 명명하였다. 다른 칸톤에서 아롱디스망이라는 명칭을 쓴 적은 없다.

## 네덜란드
네덜란드에서는 '아론디세멘턴' (Arrondissementen)이라 부르며 각 주별 법원이 위치해 있는 사법 구역을 의미한다. 2013년 기준으로 총 11개가 설치되어 있으며 다시 총 네 개의 지역으로 묶인다. 아론디세먼턴의 경계는 대체로 네덜란드의 주 경계를 띠른다.
한편 행정구역 차원의 아롱디스망이 네덜란드에 설치된 적도 있었다. 1810년 홀란드 왕국이 프랑스에 합병되면서, 이듬해 1811년부터 1814년까지 행정 아롱디스망이 설치되었다.

## 아프리카 국가
프랑스의 지배를 받았던 아프리카 국가 중 대부분은 아롱디스망 행정체제를 간직하고 있다. 이들 국가의 아롱디스망은 대체로 데파르트망의 하위 체제로 두고 있으며, 코뮌 (마을)을 하위 행정구역으로 두거나 같은 급으로 취급되기도 한다. 말리에서는 각 권역 (세르클)의 하위 행정구역인 한편, 일부 국가에서는 특히 대도시의 하위 행정구를 가리키는 말로 쓰이기도 한다.
- 세네갈의 주는 아롱디스망으로 나뉜다. 다카르 시도 아롱디스망으로 세분화된다. 세네갈의 아롱디스망 참고.
- 니제르의 주도 1962년부터 2002년까지 아롱디스망으로 분할되었다. 니제르의 아롱디스망 참고. 2002년부터는 데파르트망으로 이름을 바꿨으며, 이전에 데파르트망으로 불렸던 주는 레지옹으로 개명하였다.
- 말리의 권역 (세르클)도 아롱디스망으로 분할된다. 말리의 권역 참고.
- 베냉의 주는 코뮌으로 나뉘며 각 코뮌은 다시 아롱디스망으로 세분화된다. 베냉의 전체 행정구역 체계 중에서 마을 바로 상위 행정구역 자리를 차지하고 있다. 베냉의 코뮌 참고.
- 카메룬의 주는 아롱디스망으로 나뉘며, 아롱디스망의 하위 행정구역은 구와 코뮌으로 나뉜다. 카메룬의 주 참고.
- 차드도 옛날에는 아롱디스망이라는 행정구역이 존재했으나 2002년부터 은자메나 시에만 아롱디스망을 적용하고 있다. 은자메나 시는 10개 구로 나뉜다.
- 지부티 역시 지부티 시에만 아롱디스망을 유지하고 있으며, 총 여섯 구가 설치되어 있다.
- 모로코에서는 도시권에 해당하는 주와 현에 아롱디스망을 설치하고 있다.
- 콩고 공화국에서도 브라자빌 시에만 아롱디스망을 유지하고 있고 총 일곱 구가 설치되어 있다. 콩고 공화국의 행정 구역 참고.